# Alien Swarm
Alien Swarm — це багатокористувацька відеогра у жанрі top-down шутера, розроблена та видана Valve 19 липня 2010 року. Це ремейк модифікації для Unreal Tournament 2004, розроблений оригінальною командою, найнятою Valve під час процесу розробки.
Оригінальна Alien Swarm була випущена 19 липня 2010 року. 20 квітня 2017 року вийшла покращена версія під назвою Alien Swarm: Reactive Drop, розроблена групою волонтерів спільноти, була випущена як окрема самостійна гра, що містить численні додаткові функції, такі як нові кооперативні кампанії, однокористувацький режим з ботами, PvP-режими, підтримка до восьми гравців, підтримка Steam Workshop, більше досягнень і розширений арсенал зброї. Обидві гри дотримуються однієї передумови, в якій кожен гравець бере на себе роль космічного десантника в складі загону, який бореться з роями ворожих інопланетних паразитів, намагаючись досягти різних цілей.
Гра була добре сприйнята більшістю критиків і отримала високу оцінку за ігровий процес та графіку, хоча деякі рецензенти вважали її надто шаблонною. Відзначалося, що сюжет і геймплей сильно нагадують фільм «Чужі» 1986 року.

## Ігровий процес
Alien Swarm — це Top-down шутер, де четверо гравців можуть приєднатися до однієї кооперативної гри, метою якої є проходження науково фантастичних рівнів, одночасно знищуючи хвилі прибульців. Гравці можуть обирати серед 40 різних видів спорядження, починаючи від зброї, наприклад, штурмових гвинтівок до гранатометів, і закінчуючи підручними предметами, такими як міни та лікувальні маячки. Гра включає постійну статистику, спорядження, яке можна розблокувати, та досягнення.
Гра базується на класах, гравці обирають між ролями офіцера, спецпризначенця, медика та техніка. Кожен клас має двох персонажів на вибір, які відрізняються за своїми здібностями.
Перед початком місії гравці можуть змінити спорядження персонажа та підручні предмети. Після кожної місії гравці отримують очки досвіду. Підвищуючи рівень, гравці розблоковують нову зброю та предмети для використання. Місія передбачає просування команди в одному загальному напрямку, часто з кількома цілями для досягнення. Просуваючись по рівню, гравці знаходитимуть певні ключові точки, що блокують просування, які очищаються різними методами, від зварювання до стрільби та злому. Тим часом, багато прибульців (відомих як рій) будуть атакувати гравців з усіх боків. Рій може з'являтися непередбачувано і часто атакуватиме гравців натовпами ворогів, про що свідчить їхня назва. Існує багато різних типів рою, з різною поведінкою та особливостями атаки. Гравці можуть боротися з роєм, використовуючи багато інструментів, включаючи зброю, вибухівку або використовуючи небезпечні фактори навколишнього середовища (наприклад, вибухові бочки).

## Розробка
Alien Swarm була створена як мод для Unreal Tournament 2004. Мод номінували на «Мод року» на GameSpy, і він посів друге місце у нагороді «Найкращий мод» від Computer Games Magazine у 2004, поступившись Red Orchestra: Combined Arms.
Продовження до оригінального моду для Unreal Tournament 2004 на рушії Source було анонсоване у 2005, під назвою Alien Swarm: Infested. Втім до кінця 2007 року блог розробників припинив оновлюватися, залишивши його статус невизначеним.
У липні 2010 разом з анонсом Alien Swarm було оголошено що Valve найняла розробників Alien Swarm, що закінчили мод між роботою над іншими продуктами Valve, такими як Left 4 Dead та Portal 2.
Разом з грою було випущено набір розробника додатків (SDK), що включав скомпільований вихідний код гри. Він є безкоштовним для всіх користувачів Steam, а не лише для власників існуючих ігор Source (як у випадку з «основним» Source SDK). Це дозволило модам, що не покладаються на вміст інших ігор Valve, також бути безкоштовними для всіх, що є важливим бізнес-рішенням, що перегукується зі стратегією Unreal Development Kit. Ліцензія на SDK та програмне забезпечення дозволяє довільне використання та обмін, але лише з некомерційною метою.

## Сприйняття
| Агрегатор  | Оцінка |
| ---------- | ------ |
| Metacritic | 77/100 |

| Видання              | Оцінка |
| -------------------- | ------ |
| The A.V. Club        | A      |
| Destructoid          | 7.5/10 |
| GamesRadar+          | [ 20 ] |
| HobbyConsolas        | 83%    |
| Jeuxvideo.com        | 15/20  |
| PC Games (Німеччина) | 81%    |
| PC PowerPlay         | 9/10   |

Alien Swarm отримала «загалом схвальні відгуки» згідно з веб-сайтом агрегатором рецензій Metacritic. У 2023 році Rock Paper Shotgun включила її до списку найкращих безкоштовних ігор для ПК.